# Metasia baezi
Metasia baezi is een vlinder uit de familie van de grasmotten (Crambidae), uit de onderfamilie van de Spilomelinae. De wetenschappelijke naam van deze soort is voor het eerst voorgesteld door Per Falck, Ole Karsholt en František Slamka in een publicatie uit 2022.
De soort komt voor op Gran Canaria en Tenerife.